# Andrea Marić
Andrea Marić (Posušje, 6. listopada 1997.) je hrvatska košarkašica. Članica je slovenskog Athlete iz Celja.
Igra na mjestu centra. Visoka je 193 cm. Igrala je za Posušje s kojim je bila prvakinja Herceg-Bosne, zatim za Novi Zagreb i Trešnjevku 2009. Izbornik hrvatska ženske kadetske reprezentacije pozvao ju je u reprezentaciju s kojom je nastupila na kadetskom europskom prvenstvu u Bugarskoj 2013. godine.

## Vanjske poveznice
- Posusje.net Košarkaški prvaci Hrvatske s posuškim štihom, 8. srpnja 2014.